# Протесты в Бразилии (2023)
В столице Бразилии сторонники бывшего президента Жаира Болсонару — политика правых взглядов, проигравшего выборы осенью 2022 года, — ворвались в Национальный конгресс Бразилии, Президентский дворец и Верховный суд страны. События в Бразилии сравнивают со штурмом Капитолия в январе 2021 года, который предприняли сторонники Дональда Трампа, проигравшего выборы в США в конце 2020 года.
Протесты в Бразилии начались 8 января около 22:00 по мск. Протесты прошли из-за октябрьских выборов, по итогам которых третий раз Лула да Силва стал президентом страны. Сами протесты проходили в Бразилиа, где протестующие начали захват резиденции президента страны. Полиция использовала против протестующих патроны со слезоточивым газом. К разгону мятежников была привлечена армия Бразилии, был применён[как?] военный вертолёт полиции. Целью сторонников Жаира Болсонару была отставка Лулы да Силвы. Президентом 8 января был объявлен режим чрезвычайного положения по всей стране до 30 января.

## Предыстория
Праворадикальный политик Жаир Болсонару, президент страны в 2019–2022 годах, проиграл 2 миллиона голосов или 1,8 процентных пункта (49,1% против 50,9%) Луису Инасиу Луле да Силва, левоцентристскому политику, занимавшему пост президента Бразилии в 2003–2010 годах. За четыре года своего президентства Болсонару вошел в конфликт с Верховным судом, Верховным избирательным трибуналом, ведущими СМИ, частью парламента и губернаторов штатов. Главным фокусом его политики в течение двух лет, предшествовавших выборам 2022 года, была публичная дискредитация избирательной системы и, в частности, системы электронного голосования, которую он без всяких доказательств счёл ненадёжной и заранее обвинил в подготовке подлога против него лично. За много месяцев до выборов Болсонару заявил, что признает их результаты только в том случае, если он одержит победу. Проиграв выборы, Болсонару надолго замолчал и за прошедшие два месяца так не признал своего поражения.

## Хронология
После инаугурации, состоявшейся 1 января, когда, казалось бы, всё затихло, а вновь избранные парламентарии находились на каникулах до 31 января, палаточный лагерь сторонников Болсонару перед главным штабом сухопутных войск в столице, едва насчитывавший 200 человек, вырос к концу первой недели января до 4 тысяч. Чаты сторонников Болсонару в социальных сетях наполнились сообщениями, предлагавшими бесплатную поездку на автобусе в столицу с оплаченным трёхразовым питанием и возвращением домой, намеченным на 15 января.
Как выяснилось позднее, бразильское агентство национальной разведки предупреждало органы безопасности федерального округа о том, что в ближайшие часы ожидаются нападения на правительственные здания. 7 января, министр юстиции поставил губернатора федерального округа в известность, что в столицу направляется на автобусах новая партия болсонаристов из других городов.

### 8 января
В столице Бразилии начался захват протестующими резиденции президента страны — дворца Планалту, — местные СМИ.
Президент Бразилии Лула да Сильва  эвакуирован в безопасный район вдали от центральной части столицы, — местные СМИ.
Полиция Бразилии в 22:09 начинает операцию по вытеснению протестующих с территории Национального Конгресса, который был захвачен радикалами.
Протестующие прорвались в зал заседаний Национального Конгресса Бразилии, — местные СМИ.
Президент Бразилии Лулу да Силва на фоне массовых беспорядков отдал приказ о развертывании армейских подразделений в столице страны.
Резиденция президента Бразилии захвачена сторонниками бывшего главы государства.
Силы безопасности перебрасывают дополнительные подразделения в зону противостояния. Применяются слезоточивый газ и другие спецсредства.
Полиция Бразилии сообщает, что сил правопорядка недостаточно для сдерживания протестующих.
Полиция Рио-де-Жанейро отказалась разгонять акции сторонников бывшего президента страны и выразила свою поддержку протестующим.
Лидер правящей партии бразильского парламента призвал к проведению специальной полицейской операции в масштабах страны по аналогии с событиями 2018 года.
Полицейский автомобиль прорывается через толпу протестующих у здания Национального Конгресса Бразилии.
Губернатор федерального округа Бразилиа Ибанейс Роша сообщил, что военные и полиция освободили все здания, захваченные сторонниками экс-президента Жаира Болсонару.

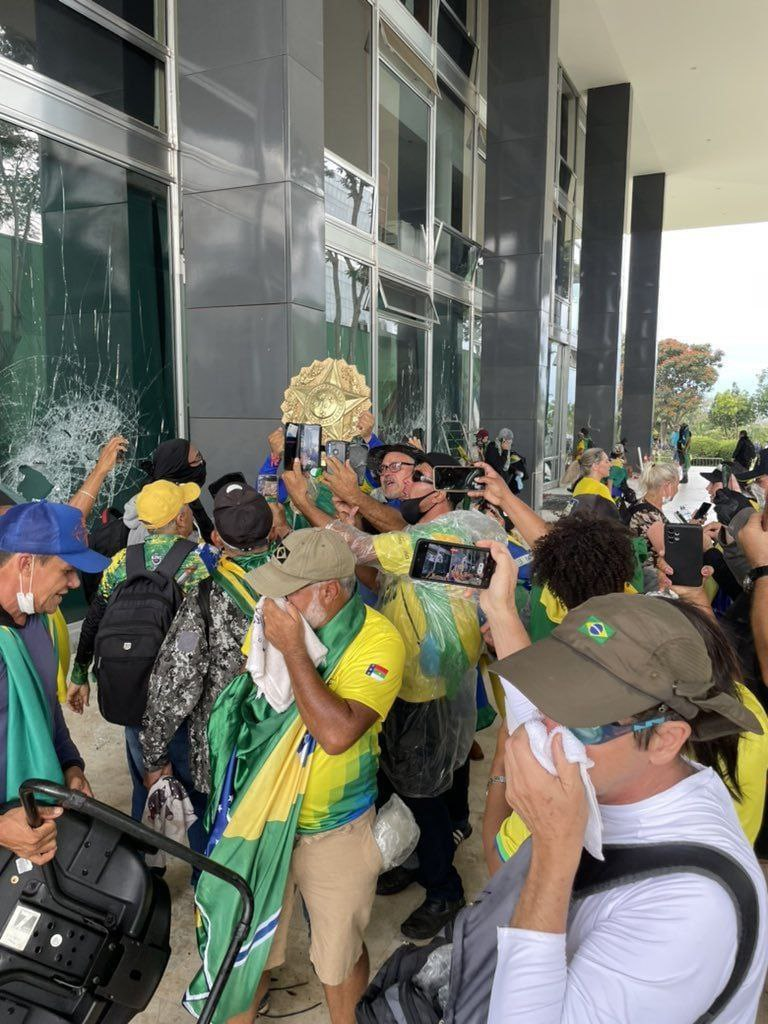
Протестующие в Бразилии сорвали национальный герб со здания Конгресса.

### 9 января
Президент Бразилии Лула да Силва объявил о вводе федеральных войск в столицу страны для подавления беспорядков.
Аргентина и Чили официально предложили Бразилии направить в столицу силы полицейских спецназов для помощи бразильской полиции в подавлении беспорядков.
Власти Бразилии обещают привлечь виновных в погромах к максимально жесткой ответственности. Также пообещал привлечь тех, кто спонсировал вандализм и беспорядки (с этим будет сложнее, часть из них сидят в США).
Президент Венесуэлы Мадуро назвал попытку переворота в Бразилии мятежом неофашистов.
Более 400 человек задержаны за участие в беспорядках в столице Бразилии, сообщил губернатор Федерального округа Ибанейс Роша. Ранее сообщалось о 170 задержанных.
Штаб ВС Бразилии взят в кольцо сил безопасности.
Напротив ключевого военного объекта размещён палаточный лагерь сторонников бывшего президента страны Болсонару.
Бразильский суд постановил разогнать все лагеря протестующих или военных привлекут к ответственности.
Военным в Бразилии приказано за 24 часа ликвидировать все лагеря сторонников экс-президента Болсонару, а полиции — арестовать всех протестующих на улице.
МИД России осудил протесты в Бразилии.
Протесты закончились 9 января к 12 часам по мск, Полиция задерживает мятежников.

## Итоги
Более 400 протестующих задержано. Сам Жаир Болсонару не стал публично поддерживать своих сторонников. Действующий президент страны Лула да Силва назвал демонстрантов «фанатичными фашистами» и заявил, что произошедшие события — «варварство», прецедентов которому в Бразилии не было. Верховный Суд Бразилии включил Жаира Болсонару в список фигурантов дела о погромах в столице.

## Сравнение со штурмом Капитолия
Болсонару называл Трампа своим учителем, открыто подражал ему в своей внутренней и внешней политике, и неоднократно встречался с Трампом и его советниками на протяжении последних лет. Вместе с тем гораздо более важным, чем непосредственная связь между Трампом и Болсонару, представляется глубинное сходство социальных и политических процессов, которые развиваются в Бразилии и США. Феномен праворадикального популизма, возникший в середине прошлого десятилетия в США, попал в Бразилии на подготовленную почву.